# Rødøy
Rødøy este o comună din provincia Nordland, Norvegia.